# 조항산 (포항)
조항산(鳥項山)은 대한민국 경상북도 포항시 남구 동해면에 위치한 산이다.

## 방송 송신 시설
| 디지털TV       |                   |           |                     |      |                                            |
| 가상채널       | 방송국명          | 호출부호  | 물리채널            | 출력 | 가시청권                                   |
| CH 6-1         | TBC DTV           | HLDE-DTV  | CH 41               | 2㎾  | 포항 일원, 경주 일부, 영덕 일부, 울진 일부 |
| CH 7-1         | KBS포항 DTV2      | HLQH-DTV  | CH 50               | 2㎾  | 포항 일원, 경주 일부, 영덕 일부, 울진 일부 |
| CH 9-1         | KBS포항 DTV1      | HLCP-DTV  | CH 42               | 2㎾  | 포항 일원, 경주 일부, 영덕 일부, 울진 일부 |
| CH 10-1        | EBS DTV           | HLQL-DTV  | CH 52               | 2㎾  | 포항 일원, 경주 일부, 영덕 일부, 울진 일부 |
| CH 11-1        | 포항MBC DTV       | HLAV-DTV  | CH 46               | 2㎾  | 포항 일원, 경주 일부, 영덕 일부, 울진 일부 |
| FM라디오       |                   |           |                     |      |                                            |
| 주파수         | 방송국명          | 호출부호  |                     | 출력 | 가시청권                                   |
| 93.5MHz        | KBS포항 음악FM    | HLCP-FM   |                     | 3㎾  | 대구 일원, 경북 중남부                     |
| 95.9MHz        | KBS포항 제1라디오 | HLCP-SFM  |                     | 1㎾  | 대구 일원, 경북 중남부                     |
| 99.7MHz        | TBC Dream FM      | HLDE-FM   |                     | 1㎾  | 대구 일원, 경북 중남부                     |
| 106.7MHz       | EBS FM            | HLQL-FM   |                     | 3㎾  | 대구 일원, 경북 중남부                     |
| 지상파DMB      |                   |           |                     |      |                                            |
| 방송국명       | 채널목록          | 호출부호  | 채널(주파수)        | 출력 | 가시청권                                   |
| myMBC (경북권) | myMBC TV          | HLAW-TDMB | CH 7-A (175.280MHz) | 2㎾  | 포항 일원, 경주 일부, 영덕 일부, 울진 일부 |
| U-KBS          | KBS STAR          | HLKG-TDMB | CH 7B (177.008MHz)  | 2㎾  | 포항 일원, 경주 일부, 영덕 일부, 울진 일부 |
| U-KBS          | HD KBS STAR       | HLKG-TDMB | CH 7B (177.008MHz)  | 2㎾  | 포항 일원, 경주 일부, 영덕 일부, 울진 일부 |
| U-KBS          | KBS HEART         | HLKG-TDMB | CH 7B (177.008MHz)  | 2㎾  | 포항 일원, 경주 일부, 영덕 일부, 울진 일부 |
| U-KBS          | KBS MUSIC         | HLKG-TDMB | CH 7B (177.008MHz)  | 2㎾  | 포항 일원, 경주 일부, 영덕 일부, 울진 일부 |
| TBC            | TBC u             | HLDG-TDMB | CH 7C (178.736MHz)  | 2㎾  | 포항 일원, 경주 일부, 영덕 일부, 울진 일부 |
| TBC            | mYTN              | HLDG-TDMB | CH 7C (178.736MHz)  | 2㎾  | 포항 일원, 경주 일부, 영덕 일부, 울진 일부 |